# Хю Хауи
Хю Хауи (на английски: Hugh Howey) е американски писател на произведения в жанра научна фантастика, фентъзи, хорър и пътепис.

## Биография и творчество
Хю Хауи е роден на 23 юни 1975 г. в Шарлът, Северна Каролина, САЩ. Баща му е земеделец зърнопроизводител, а майка му е учителка. Развеждат се докато той е малък. Израства с майка си в Монро, Северна Каролина. От ученическите си години е запален по четенето и по ветроходството. След завършване на следното си образование през 1994 г. се премества Чарлстън да следва физика в колежа. Малко по-късно променя специалността си и се насочва към литературата, но напуска след първата година. В продължение на пет години живее на лодката си и работи като капитан на яхта. След като се жени за психоложката Амбър Лида, се установява в Юпитър, Флорида. Работи като специалист по ремонт по компютри и продавач в университетска книжарница. Пише в свободното си време, но обезкуражен от бавния процес по връзката с издателствата решава да публикува произведенията си самостоятелно в Амазон като електронни книги.
Първият му фантастичен роман за юноши, „Моли Файд и спасяването на Парсона“ от поредицата „Берн“, е издаден самостоятелно през 2009 г. Главната героиня, дъщерята на изчезнали родители, Моли Файд, е единственото момиче в Летателната академия пред 25-и век, но е изгонена. Откривайки стария космически кораб на баща си и придружена от приятеля си Коул от академията се отправя на пътешествие и търсене на улики за изчезването на баща си, което обаче е придружено от много приключения и нови спътници.
През 2011 г. публикува първия си разказ „Вълна“, който издава в малък тираж. После решава да разшири историята в още 5 разказа. Разказите стават бестселъри и той развива първоначалния разказ в романа „Тел“. В историята е представено постапокалипнично общество, което съществува в подземна крепост дълбока повече от сто етажа, наречена Силоза. В него има железни правила, които регулират живота на обитателите, а едно от тях е да не се излиза навън. Шериф Холстън, който години наред ги е спазвал, решава да излезе и да почисти сензорите на силоза, но умира там, където загива и съпругата му. За негов заместник е назначена Жулиета, която има дарбата да поправя машини. Но в работата си научава не само колко е опасно вън, а и вътре, където никой не е в безопасност. През 2023 г. романът е екранизиран в телевизионния сериал „Силоз“ с участието на Ребека Фъргюсън, Тим Робинс, Уил Патън, Иън Глен, и др.
В средата на 2015 г. напуска дома си в Юпитър, и се премества в Сейнт Франсис Бей, Източен Кейп, Южна Африка. Вдъхновен от мореплавателите Робин Нокс-Джонстън, Бернар Моатесие и Таня Аеби, поръчва изграждането на ветроходен катамаран с името „Пътешественик“, с който да обикаля пет години по света докато продължава да пише. Приключенията си в морето и океана описва в поредицата „Пътешествия“. От 1993 г. е запален играч на диск голф.
Хю Хауи живее със семейството си в Ню Йорк.

## Произведения

### Самостоятелни романи
- Half Way Home (2010)[1][2][3]
- The Hurricane (2011)
- I, Zombie (2012)[4]
- The Shell Collector (2014)
- Beacon 23 (2015) – сборно издание[2]

### Поредица „Берн“ (Bern)
1. Molly Fyde and the Parsona Rescue (2009)[1][2][3][4]
2. Molly Fyde and the Land of Light (2009)
3. Molly Fyde and the Blood of Billions (2010)
4. Molly Fyde and the Fight for Peace (2010)

### Поредица „Вълна“ (Wool)
другото име на поредицата е „Силоз“
1. Wool (2011)[1][2][3]
Тел, изд.: ИК „Прозорец“, София (2013), прев. Ангел Ангелов
Силоз, изд.: Студио Арт Лайн, София (2023), прев. Ангел Ангелов
2. Shift (2013) – предистория[4]
Смяна, изд. Студио Арт Лайн, София (2024), прев. Ангел Ангелов
3. Dust (2013) – предистория

### Поредица „Пясък“ (Sand)
автобиографични пътеписи и ветроходство
1. The Belt of the Buried Gods (2013)[1][2][3]
2. Out of No Man's Land (2013)
3. Return to Danvar (2013)
4. Thunder Due East (2014)
5. A Rap Upon Heaven's Gate (2014)

### Поредица „Пясъчни хроники“ (Sand Chronicles)
1. Sand (2014)[1][2][3]
2. Across The Sand (2022)

### Поредица „Пътешествия“ (Wayfinding)
1. Rats and Rafts (2015)[1][3]
2. Hell and Heaven (2015)
3. Hot & Cold (2015)
4. Old World & New (2015)
5. Consciousness and Subconsciousness (2015)
6. Highs and Lows (2015)
7. In-Grouping and Out-Grouping (2016)

### Новели
- The Plagiarist (2011)[1][3]
- The Walk Up Nameless Ridge (2012)
- Peace in Amber (2014)
- Promises of London (2014)
- Glitch (2014)
- Second Suicide (2014)
- The Box (2015)

### Сборници
- Machine Learning (2017)[1][3]

### Екранизации
- 2018 – La Galaxie de Florence Porcel – тв сериал, 1 епизод
- 2023 – Silo – тв сериал, 6 епизода
- 2023 – Beacon 23